# All Nippon Airways Football Club 1989-1990
Questa voce raccoglie le informazioni riguardanti l'All Nippon Airways Football Club nelle competizioni ufficiali della stagione 1989-1990.

## Stagione
Assunto come direttore sportivo l'ex allenatore del Nissan Motors Shū Kamo, il club della All Nippon Airways confermò le prestazioni della stagione precedente giungendo fino alle fasi avanzate delle coppe e concludendo il campionato al terzo posto, con un distacco dalla vetta simile a quello dell'anno precedente.

## Rosa
| N. |                      | Ruolo | Calciatore         |
| -- | -------------------- | ----- | ------------------ |
| 1  | Giappone (bandiera)  | P     | Koji Osawa         |
| 2  | Argentina (bandiera) | D     | Fernando Moner     |
| 3  | Giappone (bandiera)  | D     | Takashi Yumiko     |
| 4  | Giappone (bandiera)  | D     | Naoto Hori         |
| 5  | Giappone (bandiera)  | D     | Junya Morishige    |
| 6  | Giappone (bandiera)  | C     | Toshitaka Mishima  |
| 7  | Giappone (bandiera)  | C     | Yasuharu Sorimachi |
| 8  | Giappone (bandiera)  | C     | Hideki Hamada      |
| 9  | Argentina (bandiera) | A     | Néstor Piccoli     |
| 10 | Argentina (bandiera) | A     | Jorge Albero       |
| 11 | Giappone (bandiera)  | A     | Osamu Maeda        |
| 12 | Giappone (bandiera)  | A     | Hitoshi Tomishima  |
| 13 | Giappone (bandiera)  | D     | Tatsuya Makiuchi   |

| N. |                      | Ruolo | Calciatore        |
| -- | -------------------- | ----- | ----------------- |
| 14 | Giappone (bandiera)  | A     | Keichi Onuki      |
| 15 | Giappone (bandiera)  | C     | Shūta Sonoda      |
| 16 | Giappone (bandiera)  | C     | Takahiro Suzuki   |
| 18 | Giappone (bandiera)  | A     | Shigeto Sasaki    |
| 17 | Argentina (bandiera) | A     | Juan José Meza    |
| 19 | Giappone (bandiera)  | D     | Naoto Ikeda       |
| 20 | Giappone (bandiera)  | C     | Tetsuya Okinawa   |
| 21 | Giappone (bandiera)  | P     | Ryūji Ishizue     |
| 23 | Giappone (bandiera)  | D     | Atsuhiro Iwai     |
| 24 | Giappone (bandiera)  | D     | Yoshinori Taguchi |
| 25 | Giappone (bandiera)  | D     | Nobuhiro Ueno     |
| 26 | Giappone (bandiera)  | D     | Kei Shibata       |

## Statistiche

### Statistiche di squadra
| Competizione            | Punti | Totale | Totale | Totale | Totale | Totale | Totale | DR  |
| Competizione            | Punti | G      | V      | N      | P      | Gf     | Gs     | DR  |
| ----------------------- | ----- | ------ | ------ | ------ | ------ | ------ | ------ | --- |
| JSL Division 1          | 40    | 22     | 11     | 7      | 4      | 34     | 19     | +15 |
| Coppa dell'Imperatore   | -     | 4      | 3      | 0      | 1      | 8      | 2      | +6  |
| Japan Soccer League Cup | -     | 1      | 0      | 0      | 1      | 1      | 3      | -2  |
| Totale                  | -     | 28     | 14     | 7      | 6      | 43     | 24     | +19 |